# Prey Veng
Prey Veng är huvudort i Prey Veng-provinsen i Kambodja. Den är belägen 70 kilometer öster om Phnom Penh, längs väg 15. Staden har ett litet museum och ett zoo ett par mil utanför staden. Centrala Prey Veng kallas även Kampong Leav och hade 14 548 invånare vid folkräkningen 2008.